# Vasil Kirjienka
Vasil Vasiljevič Kirjienka (belorusko Васіль Васілевіч Кірыенка), beloruski kolesar, * 28. junij 1981, Rečica, Sovjetska zveza.
Kirjienka je nekdanji profesionalni kolesar, ki je v svoji karieri tekmoval za ekipe OTC Doors, Rietumu Banka–Riga, Tinkoff Credit Systems, Movistar Team in Team Ineos. Nastopil je na Poletnih olimpijskih igrah v letih 2004, 2008 2012 in 2016, najboljšo uvrstitev je dosegel leta 2008 s petim mestom v dirkališčnem kolesarstvu. Na cestnih dirkah je najboljše rezultate dosegal v kronometru, v katerem je na svetovnih prvenstvih osvojil naslov prvaka leta 2015 ter še srebrno in bronasto medaljo. Osvojil je štiri zmage na dirkah Grand Tour, tri na Dirki po Italiji in eno na Dirki po Španiji. Leta 2011 je zmagal na etapni dirki Route du Sud, petkrat je postal beloruski državni prvak v kronometru. Od leta 2021 deluje kot športni direktor UCI Continental team ekipe BelAZ.